# Jerzy Zawalonka

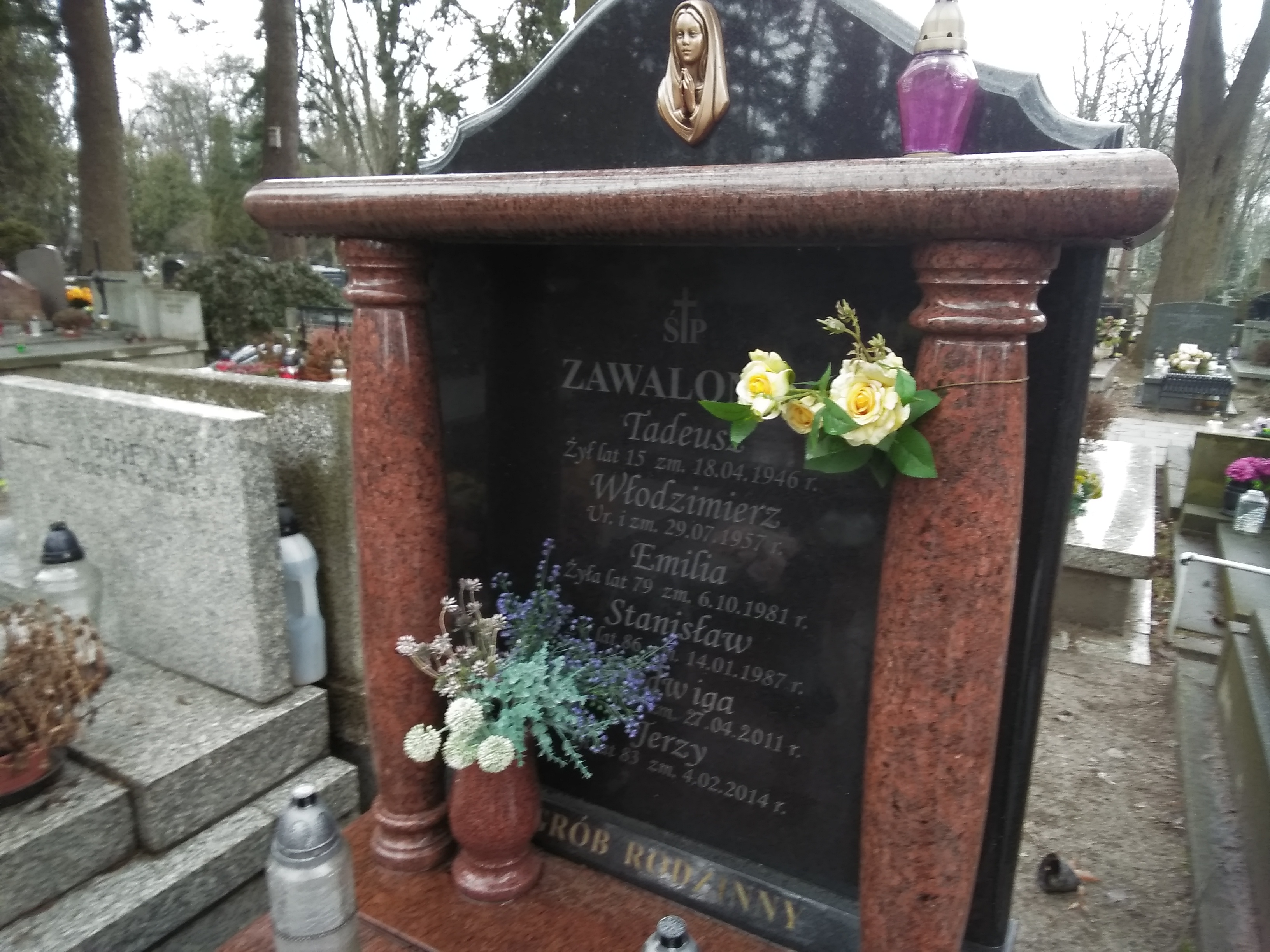
Grób Jerzego Zawalonki na Cmentarzu Wojskowym na Powązkach

Jerzy Stanisław Zawalonka (ur. 19 czerwca 1930 w Dąbrowie Górniczej, zm. 4 lutego 2014 w Warszawie) – polski dyplomata.

## Życiorys
Ukończył prawo na Uniwersytecie Wrocławskim. W 1964 rozpoczął pracę w Ministerstwie Spraw Zagranicznych. Przebywał na placówkach w Waszyngtonie, Chicago, Londynie. Był konsulem generalnym w Glasgow. Od 1981 do 1986 był radcą-ministrem pełnomocnym w Stałym Przedstawicielstwie PRL przy Biurze NZ w Genewie. Od 1991 do 1994 kierował polską ambasadą w Tiranie jako chargé d’affaires.
Pochowany na cmentarzu Powązki Wojskowe w Warszawie (kwatera B23-4-12).